# Vicenta Laparra de la Cerda

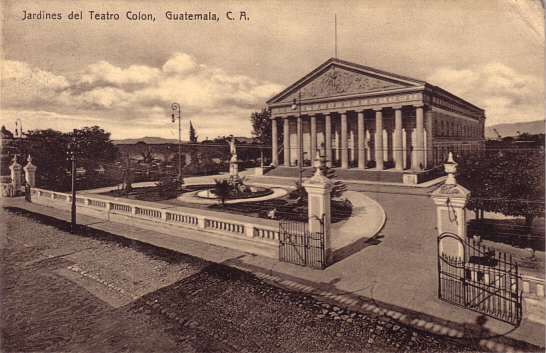
El ángel caído, obra de Vicenta Laparra de la Cerda, se estrenó en 1886 en el Teatro Nacional de Guatemala, que en 1892 pasó a llamarse Teatro Colón.

Vicenta Laparra de la Cerda (5 de abril de 1831, Quetzaltenango - 29 de enero de 1905, Ciudad de Guatemala) fue una dramaturga, poeta, novelista, periodista y educadora guatemalteca del siglo XIX. Escribió y puso en escena El ángel caído, drama con el que en 1886 se inauguró el teatro nacional en Guatemala, por lo que se la considera su fundadora. Fue una defensora de los derechos de las mujeres y los indígenas y creadora del primer periódico femenino en su país.

## Biografía
Vicenta Laparra de la Cerda fue una intelectual que abarcó los campos de la escritura y la pedagogía. Escribió obras de teatro, poesía, ensayo, novelas, artículos periodísticos y estudios didácticos, si bien una gran parte de su obra se ha perdido por diferentes causas. 
Se hizo muy popular gracias a sus poesías y obras dramáticas. Por las tertulias que organizaba en su casa pasaron numerosos intelectuales de la época, como Rubén Darío, José Batres Montúfar, Ramón A. Salazar, José Milla y Vidaurre, Enrique Gómez Carrillo o Enrique Martínez Sobral, entre otros.
Pese a su prolífica producción y el éxito que obtuvo, su figura se eclipsó durante parte del siglo XX y sus obras dejaron de publicarse. La Asociación Cultural Vicenta Laparra de la Cerda, creada en 2001 con el objetivo de mantener viva su memoria y legado, ha vuelto a editar algunas de sus obras.

### Orígenes
Vicenta Laparra Nació el 5 de abril de 1831, diez años después de que Guatemala se independizara de España. Sus padres fueron Nicolás Laparra y Desideria Reyes. Su madre murió cuando ella tenía seis años, y fue su hermana Jesús (1820-1887), once años mayor que Vicenta, la que asumió el papel de cuidadora y educadora y quién tendría una gran influencia en sus gustos y formación. Jesús impulsó su vocación por la literatura y la música, aspectos en los que pronto empezó a sobresalir.
A los nueve años Vicenta Laparra se trasladó con su familia a Comitán de las Flores, en México como consecuencia de la invasión al Estado de los Altos por Rafael Carrera, regresando a Guatemala diez años después. Sus dotes en el bel canto la llevaron a colaborar con Juan Matheu en varios conciertos para obtener fondos para la construcción del Teatro Carrera en 1852, que tras la Reforma liberal de 1871 se llamó Teatro Nacional, y en 1892 Teatro Colón.
A los 21 años (1852) se casó con César de la Cerda Taborga, de origen español y descendiente de una familia noble, pasando a llamarse desde entonces Vicenta Laparra de la Cerda. Seis años después (1858) se traslandaron  a vivir a Santa Ana, ciudad situada al oeste de El Salvador, aunque por cuestiones de carácter político tuvieron que exiliarse a San José de Costa Rica. Es en esta ciudad donde inició su carrera como educadora, asumiendo la dirección del Colegio Nacional de Señoritas hasta 1863, año en el que regresó a Santa Ana, donde dirigió La Escuela de Niñas. En 1864 el matrimonio y sus hijos retornaron a Guatemala.
Vicenta Laparra de la Cerda tuvo ocho hijos, dos de los cuales, Ángela y Cayetano, murieron en Costa Rica. Su último embarazo supuso para ella un cambio drástico en su vida. Tras el nacimiento de su octavo hijo sufrió una parálisis que la dejó postrada durante diez años, hasta que la intervención del doctor Miguel Valladres mejoró su situación. Esta circunstancia hizo que se la conociera como “La poetisa cautiva”. Pese a su enfermedad no dejó de escribir versos y obras dramáticas de estilo realista y naturalista, conforme a la moda literaria de la época.

### Educación de la mujer y del pueblo indígena
Nunca abandonó su faceta pedagógica, que siguió cultivando con la escritura de textos didácticos y artículos periodísticos. La educación de la mujer no solo concentró sus esfuerzos como profesora, también como periodista. A Vicenta Laparra le cabe el honor de fundar en 1885 la primera revista femenina del país, La Voz de la Mujer, el periódico El ideal  (1887) y  la revista La Escuela Normal  (1894). Trabajó junto a su hermana Jesús, también poeta y periodista. Los artículos estaban escritos por mujeres y en ellos se difundían los valores morales de la época y el derecho de la mujer a recibir educación.
Fue también una firme defensora de los derechos de los indígenas a la educación. En 1893 presentó una ponencia sobre el tema en el Primer Congreso Pedagógico Centroamericano celebrado en Guatemala, en el que pudieron escucharse las siguientes palabras:

Cuando las luces bienhechoras de la enseñanza, hayan penetrado á la humilde choza del indio, podremos decir con legítimo orgullo: nuestra querida patria elévase al nivel de las naciones que, á fuerza de heroicas luchas han subido á la cumbre del perfeccionamiento; pero como toda grande empresa encuentra graves dificultades, parécenos que es preciso estudiar de dónde surgen, y la manera de vencerlas.

### Estreno de "El ángel caído"
La noche del 18 de julio de 1886, Vicenta Laparra de la Cerda estrenó en el Teatro Nacional de Guatemala El ángel caído, drama de 86 páginas escrito en versos octosílabos y dividido en cuatro actos. Con esta obra se inaugura el Teatro Nacional después de que, con la llegada de la Revolución Liberal de 1871, el general Justo Rufino Barrios y Miguel García Granados otorgaran la licencia. Esta primera representación, que tuvo un gran éxito, corrió a cargo de la compañía dramática de José Joaquín Samayoa, dirigida por José Jiménez Godiol. Hasta la puesta en escena de El ángel caído los artistas nacionales no podían actuar en el escenario por prohibición gubernamental, sólo las compañías europeas podían hacerlo. Después de este estreno, la obra se representó en distintos teatros y con diferentes compañías, consiguiendo la aclamación del público.
Como reconocimiento por su éxito, en 1886 el gobierno de Manuel Lisandro Barillas otorgó a Vicenta Lagarra una pensión vitalicia,  y en 1894 el presidente de la República, general José María Reina Barrios, le concedió los derechos de autor de todas sus obras.
Dedicada a la juventud guatemalteca, el drama, que narra el conflicto moral de un adulterio y refleja los vicios sociales de la época, tiene un carácter moralizante y didáctico, algo común en las obras de Vicenta Laparra de la Cerda. Pese a esto, no presenta ninguna connotación religiosa, siguiendo las directrices del pensamiento liberal imperante.
El conflicto psícológico de la obra se hace evidente desde el principio, como puede verse en el siguiente fragmento de la Escena II en la que Luisa se encuentra sola frente al espejo:

¡Sola yo me causo horror! 

Vestirme con tanto esmero

Y á costa de mi marido, 

Por agradar á un perdido 

Que es á fé, ¿mal caballero? 

¿Al hombre que me ha robado 

La dulce y bendita calma? 

Al que las flores de mi alma 

Con su aliento ha marchitado? 

¡Es horrible desatino! 

¡Es atroz, es criminal! 

¡Sin duda el genio del mal 

Pone ese hombre en mi camino! 

Vicenta Laparra de la Cerda murió el 29 de enero de 1905 en Ciudad de Guatemala.
En el siglo XXI la obra de esta dramaturga tiene reconocimiento institucional. El Ministerio de Educación de Guatemala ha incluido su estudio en los contenidos de la maya curricular de Teatro en el Primer Grado Básico de 2017.

## Obra

### Novelas
- La pendiente del crimen
- La virtud y el vicio
- La venta de un corazón
- Julia de Castelo
- La calumnia (1894)
- El huérfano
- Víctimas del vicio
- La úlcera cancerosa
- Un ángel en la escena
- Hortensia (1896)

### Dramas
- La flor entre espino
- El ángel caído
- La esposa infeliz
- La calumnia (1894)
- El honor y el deber
- La virtud a prueba
- Los lazos del crimen
- La caridad
- Una hija maldita (1895)
- Tempestades del alma (1896)

### Comedias en un acto
- La moda
- Un quid pro quo
- ¿A quién leo mi drama?
- La niña traviesa

### Poesías
- Ensayos poéticos
- Mártir sin palma
- Lola
- Luz y sombra

### Prosa
- La mujer en Guatemala

### Zarzuelas
- La coqueta
- ¿A quién se aprecia?
- La esclava Lía
- ¡Se van las ilusiones!

### Estudios didácticos
- Pequeño tratado de declamación
- Resultado de la Escuela Moderna: el Naturalismo en literatura
- Memoria perdida de don Gaspar Núñez de Arce, sobre la creación de empresas editoriales

## Reconocimientos
- Desde 1945 la Escuela Nacional de Párvulos Nº 14, ubicada en la zona 7 de la ciudad de Guatemala, lleva su nombre.
- La Medalla de la Orden Vicenta Laparra de la Cerda, otorgada por la Asociación Cultural Vicenta Laparra de la Cerda, reconoce a mujeres centroamericanas destacadas en el campo de la literatura, las artes y la ciencia.